# Антропологічна лінгвістика
Антрополінгвістика, антропологічна лінгвістика — розділ лінгвістики, що вивчає еволюцію людського мислення на основі його відображення у відповідній еволюції мови (насамперед її лексики). Її вихідним положенням є те, що практично всі історичні зміни в людській свідомості, розвитку культури і зростанні знань відображаються в лексичній системі мови. В історії формування будь-якої області наукового знання можна виділити ряд основних етапів розвитку та, перш за все, донауковий і науковий етапи. При дослідженні еволюції старих областей знання ми можемо виділити три етапи їх розвитку:
- донауковий етап, коли в мисленні люди користувалися уявленнями і називали їх звичайними словами,
- протонауковий етап (ранній, примітивно-науковий), що оперує спеціальними поданнями, найменування яких є прототермінами, і власне
- науковий етап оперування поняттями і термінами.

При зіставленні синхронних зрізів термінологій, які виступають як засіб оформлення відповідних понятійних систем, співвіднесених з різними хронологічними епохами, можна визначити швидкість розвитку певного концептуального фрагмента картини світу, його кількісні та якісні історичні зміни, стадії спеціалізації і філіації окремих наукових дисциплін. Це може бути надійною основою наукознавчих досліджень, спрямованих на розкриття причин і умов прискорення розвитку наукової думки. Це також дає можливість реконструювати історичні стани і тенденції розвитку культури. Тому антрополінгвістика пов'язана з такими науками, як епістемологія, антропологія, наукознавство, вікова психологія, соціальна психологія, етнолінгвістика та лінгвокультурологія.
Появу антрополінгвістики було проголошено в «Білостокському маніфесті», підписаному відомими термінознавцями Великої Британії, Німеччини, Польщі, Росії та України в 2004 р в Білостоці на конференції, результати якої відображені в першому томі «Білостокської серії антрополінгвістики» (Language and Culture. — Білосток, 2004).
У 2005 році вийшов у світ перший підручник антрополінгвістики — «Основи антрополінгвістики (до лінгвістичних основ еволюції мислення)». — М., 2005, і в цьому ж році в Нижньому Новгороді була захищена перша дисертація з даної тематики.
Основні постулати антрополінгвістики:
1. Розвиток знань супроводжується їх постійною спеціалізацією. В цілому, за даними науковедення, в середньому кожні 25 років число наукових дисциплін подвоюється. За даними Британської енциклопедії, в XX столітті з'явилося понад 2,5 тисячі наук і наукових дисциплін. Спеціалізація знань відбивається в кількісному зростанні і спеціалізації лексики.
2. Ще одне важливе положення теорії антрополінгвістики стосується об'єктивності існування аналогії філогенезу (історичного розвитку виду) і онтогенезу (індивідуального розвитку організму) в еволюції людини, відомої як біогенетичний закон Е. Геккеля (Кулагіна, 2004). Існуючі в психології дані розумового розвитку дітей, що відображаються в зростанні обсягу словника, дозволяють прийти до думки про подібність ранніх етапів розвитку лексичної картини світу у дітей і всього людства в цілому. Основні риси початкового етапу мислення — наївного мислення у людства (як вони відображаються в найдавніших пластах лексики) і у дітей збігаються — розпливчастість і синкретизм значення слів, відсутність суворих наукових класифікацій, уточнення і перерозподіл значень в ході освоєння нової лексики.
Крім розпливчастості значення, іншою типовою рисою ранніх слів був їх загальний характер (Griniewicz 2007). Спочатку слово apple (яблуко) означало також будь-який плід, що знайшло відображення в лексиці ряду мов — нім.Apfelsine (апельсин — букв. китайське яблуко), іт. pomo d'oro (помідор — букв. золоте яблуко), фр. pommes de terre (картопля — букв. земляні яблука). Подібні факти можуть бути використані для визначення послідовності відкриття і освоєння людиною різних предметів і видів діяльності за відсутності інших свідчень.